# Saint John's, Antigua och Barbuda
Saint John's är huvudstad i Antigua och Barbuda, som ligger i Västindien i Karibiska havet. Staden hade 22 193 invånare (2011), och är landets kommersiella och administrativa centrum. Staden ligger vid en naturhamn på ön Antigua och är också landets huvudhamn. Staden har varit administrativt centrum för öarna sedan de först koloniserades 1632, och blev huvudstad då öarna blev självständiga 1981.
En katedral finns i staden som byggdes 1845.